# Temirtaū
Temirtaū (Kazachs: Теміртау, Temirtaū; Russisch: Темиртау, Temirtau) is een - met district gelijkgestelde - stad in de oblast Qaraghandy in Kazachstan.
Begin 2019 telde deze stad, samen met haar nederzetting Aqtaū (Ақтау кенті әкімінің | к.ә.) zo’n 179.000 inwoners, waarvan circa 53% Russen, 34% Kazachen, 3% Oekraïners, 2% Duitsers en 2% Tataren. 
De stad ligt aan de rivier de Noera, ten noordwesten van Karaganda.

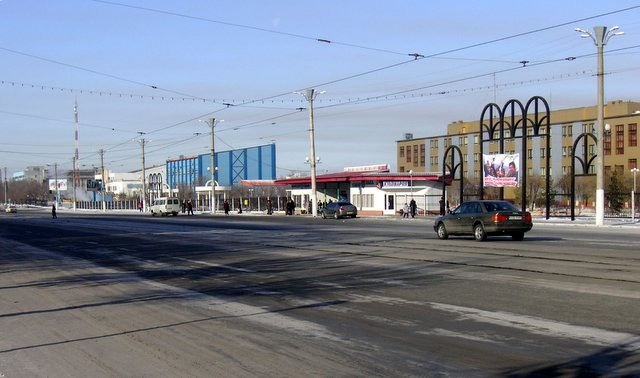
Temirtau, Straat van de Republiek

## Geschiedenis
De eerste groep die zich hier vestigde bestond uit 40 families uit Samara, die op basis van de landbouwhervormingen van Stolypin) zich in juni 1905 op de linkeroever van de Noera vestigden. In 1909 werd het de naam Samarkandskij gegeven. Een eerste school en ziekenhuis werden gebouwd in 1911. 
In 1933 werd het Samarkandskij-Karaganda aquaduct gebouwd om de ontwikkeling van een steenkoolveld mogelijk te maken. In 1939 werd een dam in de Noera gebouwd om een waterreservoir te vormen, dat tot 1961 dienst deed. De bouw van een energiecentrale begon in 1934, de eerste turbine werd operationeel in 1942. In 1944 leverde de Kazachse hoogoven zijn eerste staal.
In oktober 1945 werd de naam veranderd in Temirtaū (Kazachs: "IJzeren berg"). In 1959 braken onlusten uit onder de werknemers van de ijzer- en staalfabrieken, deels gastarbeiders uit Bulgarije, die ontevreden waren met de slechte leef- en werkomstandigheden. De levering van water, voedsel, goederen en gereedschappen haperde vaak door fouten van de bestuurders. Er vielen 16 doden en 27 gewonden bij de gevechten, 70 mensen werden gearresteerd en veroordeeld. Onder de politie vielen 28 gewonden.
In 1984 werd een nieuwe woonwijk ontwikkeld met de naam Zenica ter ere van de partnerstad Zenica in Bosnië en Herzegovina. In januari 1993 kreeg het Vostok park een nieuw overdekt gedeelte. In 1995 werd de Karaganda staalfabriek overgedragen aan Ispat International, hernoemd tot Ispat-KarMet en deze werd daarna weer Mittal Steel Temirtau genoemd, en kwam onder leiding van de ArcelorMittal groep. In januari 2018 viel zwart verkleurde sneeuw in het stadsgedeelte nabij de fabriek, plaatselijke bewoners klaagden dat de vervuiling door emissies van de fabriek werd veroorzaakt. ArcelorMittal verklaarde dat de verkleuring werd veroorzaakt door te weinig wind, die de vervuiling normaal gesproken zou wegblazen. De regio Karaganda stond al langer bekend als het slechtste gebied van Kazachstan wat betreft schadelijke emissies. De concentraties die worden gemeten overschrijden vaker de toegestane normen. Het was niet voor het eerst, dat ArcelorMittal hiervoor een boete kreeg opgelegd.

## Economie
Temirtaū is een industrieel centrum. De geschiedenis van de stad is nauw verbonden met de Kazachse Metallurgie Combinatie (Karmet), die tijdens de Duitse bezetting van het westen van de Sovjet-Unie werd gebouwd en tegenwoordig tot ArcelorMittal behoort. Het is de grootste ijzer- en staalfabriek van Kazachstan. Een andere grote onderneming is de electrometallurgische combinatie. Daarnaast zijn er nog honderden andere middelgrote en kleine industriële bedrijven.

### Verkeer

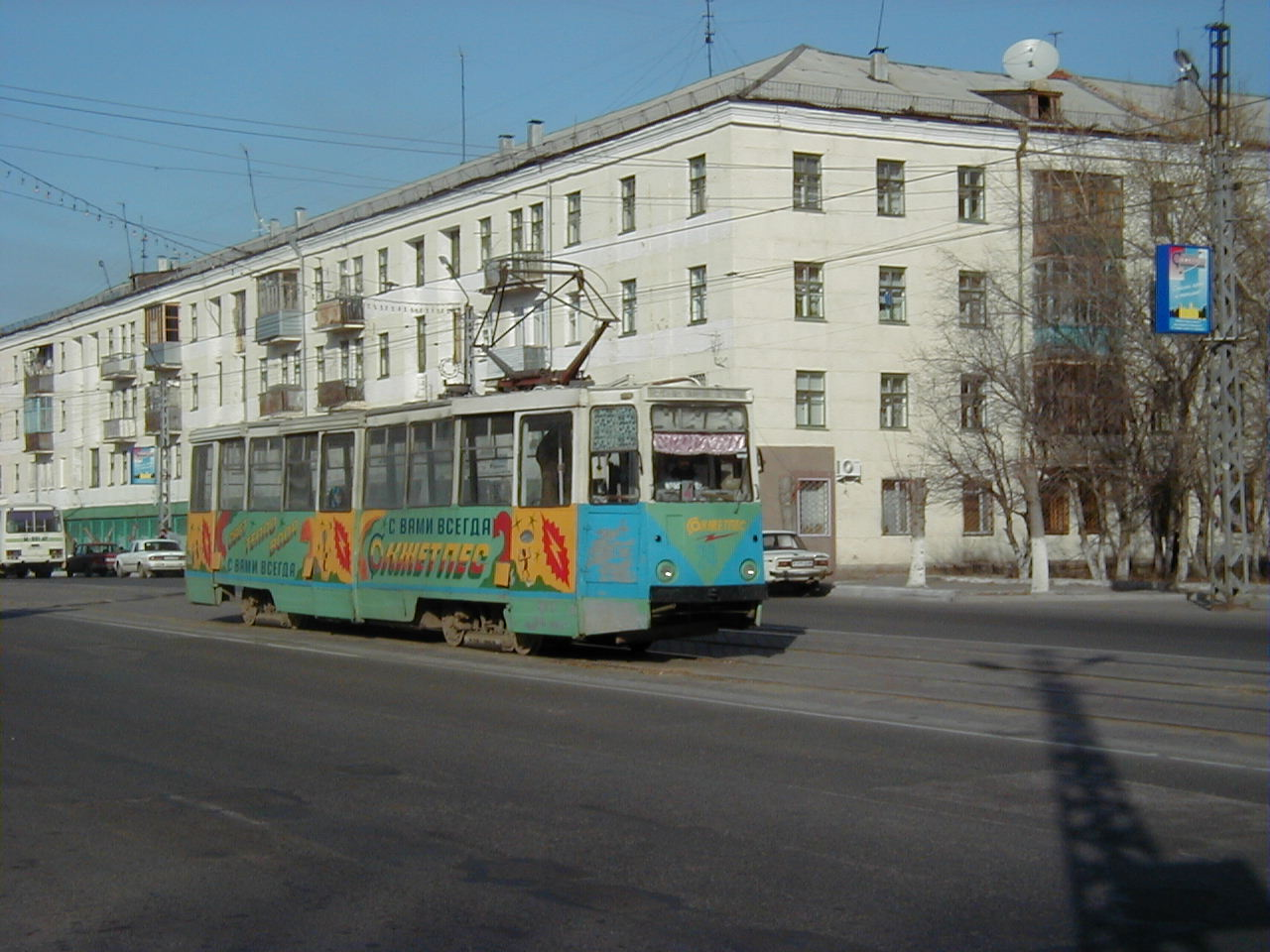
Tram in Temirtau

Sinds september 1959 beschikt Temirtaū over een trambaan met een spoorbreedte van 152,4 cm en een totale lengte van 49 km. 
Ten noorden van de stad begint de 921 km lange A-20 autoweg.

### SOS-kinderdorp Temirtaū
Het aantal werklozen in de regio rond Temirtaū is groot en mede daardoor zijn er veel alleen gelaten kinderen en wezen. 
Door het plaatselijk bestuur werd een 7 hectare groot grondstuk kosteloos beschikbaar gesteld voor de bouw van een kinderdorp. De opening vond plaats op 5 juli 2005 in aanwezigheid van vertegenwoordigers van SOS-Kinderdorp International en veel eregasten. Op het terrein staan 12 familiewoningen, huizen voor de SOS-tantes (ter ondersteuning en vervanging van de SOS-moeders), een multi-functioneel gebouw en een kantoor met werkplaats. Ruim 100 kinderen konden in de familiewoningen een nieuw thuis vinden. Omdat de behoefte aan dit soort langdurige opvang groot is, zijn er plannen voor extra woningen op het terrein.